# Jarosław Iosseliani
Jarosław Iosseliani (gruz. იაროსლავ იოსელიანი, ros. Ярослав Константинович Иосселиани, ur. 10 lutego?/23 lutego 1912 we wsi Lachiri (obecnie w rejonie mestijskim), zm. 23 marca 1978 w Tbilisi) – radziecki oficer marynarki, kapitan I rangi, Bohater Związku Radzieckiego (1944).

## Życiorys
Urodził się w swańskiej rodzinie chłopskiej. Wychowywał się w domu dziecka w Gagrze, później uczył się w technikum pedagogicznym w Suchumi. Od kwietnia 1934 służył w radzieckiej Marynarce Wojennej, w 1938 ukończył Wyższą Szkołę Marynarki Wojennej im. Frunzego w Leningradzie i rozpoczął służbę w jednostkach podwodnych Floty Czarnomorskiej. W 1940 ukończył kurs żeglugi podwodnej i został pomocnikiem dowódcy łodzi podwodnej SZCZ-16 Floty Czarnomorskiej, w lipcu 1941 przyjęto go do WKP(b). Od czerwca 1941 uczestniczył w wojnie z Niemcami, brał udział m.in. w obronie Sewastopola. W lipcu 1942 został dowódcą okrętu podwodnego M-111 Floty Czarnomorskiej, walcząc w składzie 3 dywizjonu brygady okrętów podwodnych Floty Czarnomorskiej. Do końca 1943 na czele okrętu wykonał 11 pochodów bojowych, w których zatopił 12 okrętów wroga, w tym dwa transportowce i lichtugę, za co został przedstawiony do nagrodzenia tytułem Bohatera Związku Radzieckiego. W kwietniu 1944 został wyznaczony dowódcą okrętu podwodnego W-4 (były angielski okręt podwodny Ursula), otrzymując jednocześnie zadanie sprowadzenia go z W. Brytanii do ZSRR. W sierpniu 1944 udało mu się dostarczyć okręt z wybrzeża Szkocji do miasta Polarnyj, włączając następnie tę jednostkę do Floty Północnej. Jako dowódca okrętu brał też udział w jednej akcji bojowej podczas operacji petsamsko-kirkeneskiej w październiku 1944, zatapiając niemiecki pancernik. Łącznie wykonał 16 pochodów bojowych, podczas których przeprowadził 19 ataków torpedowych i zatopił (według oficjalnych danych) 13 jednostek wroga. W lutym 1945 został dowódcą okrętu podwodnego S-17 Floty Północnej, od maja 1947 do kwietnia 1950 był inspektorem Głównej Inspekcji Ministerstwa Sił Zbrojnych ZSRR, następnie inspektorem Głównej Inspekcji Floty Wojskowo-Morskiej ZSRR. W 1952 ukończył kursy przy Wyższej Akademii Wojskowej im. Woroszyłowa i został dowódcą brygady okrętów podwodnych 4 Floty na Bałtyku, w listopadzie 1958 wszedł w skład grupy badawczej Sztabu Generalnego, od października 1959 do stycznia 1961 kierował jednym z działów Zarządu Wyższych Wojskowo-Morskich Instytucji Edukacyjnych Głównego Sztabu Marynarki Wojennej ZSRR, potem był zastępcą komendanta Wyższej Szkoły Marynarki Wojennej im. Leninowskiego Komsomołu. W 1966 został zwolniony do rezerwy, później mieszkał i pracował w Tbilisi. Był deputowanym do Rady Najwyższej ZSRR 2 kadencji (1946–1950).

## Odznaczenia
- Złota Gwiazda Bohatera Związku Radzieckiego (16 maja 1944)
- Order Lenina (16 maja 1944)
- Order Czerwonego Sztandaru (czterokrotnie, 7 kwietnia 1943, 19 maja 1943, 1944 i 1954)
- Order Nachimowa I klasy (2 września 1944)
- Order Wojny Ojczyźnianej I klasy (7 grudnia 1943)
- Order Czerwonej Gwiazdy
- Medal „Za zasługi bojowe” (3 listopada 1944)
- Medal „Za obronę Sewastopola”

I inne.